# Demon King Daimao
Demon King Daimao (いちばんうしろの大魔王, Ichiban Ushiro no Dai Mao) is een manga- en animeserie geschreven door Shotaro Mizuki en geïllustreerd door Souichi Ito. De vijfdelige manga werd voor het eerst gepubliceerd op 19 september 2008 door uitgeverij Champion Red.
De animeversie van Demon King Daimao werd oorspronkelijk van 2 april 2010 tot 18 juni 2010 uitgezonden op Tokyo MX, TVS, CTC, Television Kanagawa, AT-X, Sun TV en TVA door Sentai Filmworks. Ook werd de serie op Anime Network uitgezonden. De serie is geregisseerd door Takashi Watanabe en geschreven door Takao Yoshioka.